# Valerij Petrakov
Valerij Jur'evič Petrakov (in russo Валерий Юрьевич Петраков?; Brjansk, 16 maggio 1958) è un allenatore di calcio ed ex calciatore sovietico, dal 1991 russo, di ruolo attaccante.

## Palmarès

### Giocatore

#### Nazionale
- Campionato mondiale Under-20: 1

Tunisia 1977

## Statistiche

### Cronologia presenze e reti in nazionale
| Cronologia completa delle presenze e delle reti in nazionale ― Unione Sovietica | Cronologia completa delle presenze e delle reti in nazionale ― Unione Sovietica | Cronologia completa delle presenze e delle reti in nazionale ― Unione Sovietica | Cronologia completa delle presenze e delle reti in nazionale ― Unione Sovietica | Cronologia completa delle presenze e delle reti in nazionale ― Unione Sovietica | Cronologia completa delle presenze e delle reti in nazionale ― Unione Sovietica | Cronologia completa delle presenze e delle reti in nazionale ― Unione Sovietica | Cronologia completa delle presenze e delle reti in nazionale ― Unione Sovietica |
| Data                                                                            | Città                                                                           | In casa                                                                         | Risultato                                                                       | Ospiti                                                                          | Competizione                                                                    | Reti                                                                            | Note                                                                            |
| ------------------------------------------------------------------------------- | ------------------------------------------------------------------------------- | ------------------------------------------------------------------------------- | ------------------------------------------------------------------------------- | ------------------------------------------------------------------------------- | ------------------------------------------------------------------------------- | ------------------------------------------------------------------------------- | ------------------------------------------------------------------------------- |
| 5-4-1978                                                                        | Erevan                                                                          | Unione Sovietica                                                                | 10 – 2                                                                          | Finlandia                                                                       | Amichevole                                                                      | 1                                                                               | 60’                                                                             |
| 14-5-1978                                                                       | Bucarest                                                                        | Romania                                                                         | 0 – 1                                                                           | Unione Sovietica                                                                | Amichevole                                                                      | -                                                                               | 77’                                                                             |
| Totale                                                                          |                                                                                 | Presenze                                                                        | 2                                                                               |                                                                                 | Reti                                                                            | 1                                                                               |                                                                                 |